# Chortopodisma cobellii
Chortopodisma cobellii is een rechtvleugelig insect uit de familie veldsprinkhanen (Acrididae). De wetenschappelijke naam van deze soort is voor het eerst geldig gepubliceerd in 1883 door Krauss.
1. ↑  (en) Chortopodisma cobellii op de IUCN Red List of Threatened Species.